# قانون صوتی اهم
قانون صوتی اهم یا قانون فاز اهم بیان می‌کند که گوش صداهای موزیکال را به صورت مجموعی از هارمونیک‌های خالص می‌شنود. این قانون توسط فیزیکدان آلمانی گئورگ اهم در سال ۱۸۴۳ ارائه شده‌است.